# Hygrophorus latitabundus
Hygrophorus latitabundus (Max Britzelmayr, 1899) din încrengătura Basidiomycota, în familia Hygrophoraceae și de genul Hygrophorus, este o specie rară de ciuperci comestibile care coabitează, fiind un simbiont micoriza (formează micorize pe rădăcinile arborilor). O denumire populară nu este cunoscută. În România, Basarabia și Bucovina de Nord trăiește preferat pe sol calcaros, cald, moderat uscat până la proaspăt, alcalin și relativ sărac în nutrienți, numai sub pini, în păduri luminoase și ierboase de conifere, preferat în cele de pin, pe marginea lor precum în zone de câmpie cu ienupăr și pin, crescând în grupuri. Apare de la câmpie la munte din (august) septembrie până în noiembrie.

## Taxonomie

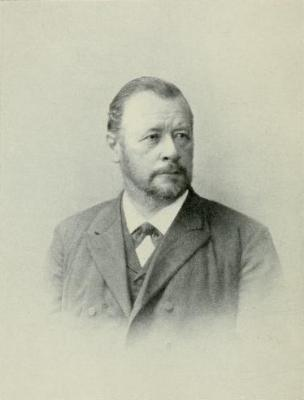
Max Britzelmayr

Numele binomial hotărât este Hygrophorus latitabundus, determinat de micologul bavarez Max Britzelmayr în volumul 80 al jurnalului botanic  Botanisches Zentralblatt din 1899, fiind și numele curent valabil (2023). Toate celelalte încercări de redenumire precum variațiile descrise sunt și ele acceptate drept sinonime.
Mai trebuie menționat că taxonul Hygrophorus limacinus în sensul savanților Giovanni Antonio Scopoli (1772) și Fr. (1838) este în prezent un nume exclus, indicat drept nomen confusum, din cauza interpretării variate, aplicată de exemplu pentru Hygrophorus persoonii și specii înrudite. Chiar din contră, Hygrophorus limacinus în sensul micologilor Kühner și Henri Romagnesi (1953) este acceptat, dar conform Checklist of the British & Irish Basidiomycota din 2005, văzut de mulți micologi preponderent britanici drept sinonim al speciei aici descrise.
Epitetul specific este derivat din verbul latin (latină latitare=a se ține ascuns, cu sufixul -bundus), datorită probabil detecției grele a ciupercii, din cauza rarității ei.

## Descriere

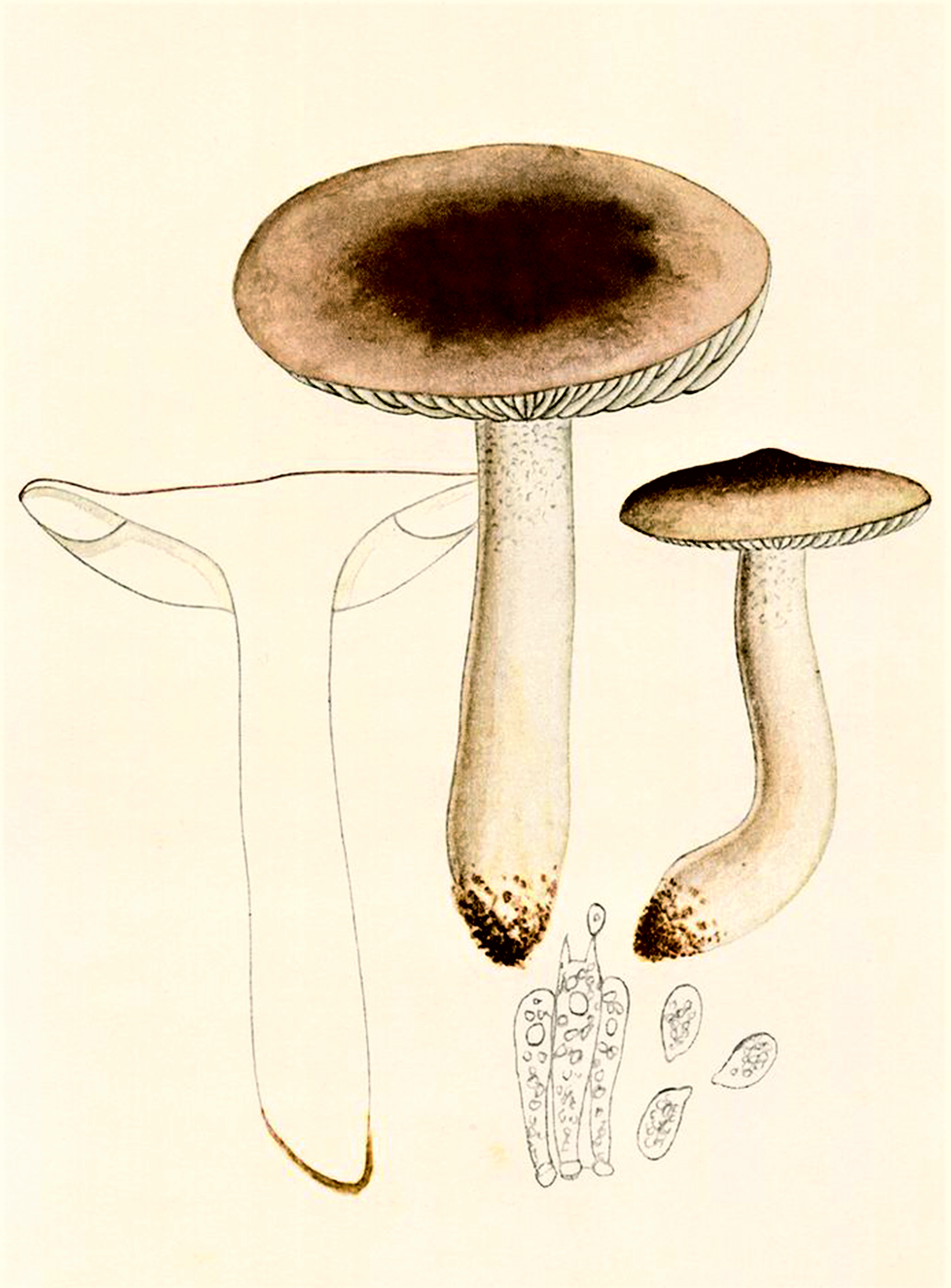
Bres.: Hygrophorus limacinus

- Pălăria: destul de mare, cărnoasă, nehigrofană, cu un diametru de 5-10 (12) cm este inițial emisferică cu marginea rulată spre interior, apoi convexă, plan-convexă cu o cocoașă obtuză, la bătrânețe nu rar adâncită în centru cu marginea îndoită spre jos. Cuticula netedă este aproape mereu învelită de un strat vâscos, doar la ariditate usucă ceva, fiind atunci mată. Coloritul este gri-brun până la brun-măsliniu, puțin opalescent, în mijloc mai închis.
- Lamelele: groase, distanțate, ceroase, cu lameluțe intercalate de lungime diferită, sunt atașate față de picior atât larg adnate, cât și decurente sau semi-decurente. Coloritul este pentru mult timp alb, devenind apoi gălbui până la palid crem sau crem-roz. Muchiile de aceiași culoare sunt netede.
- Piciorul: ferm, cărnos și plin pe dinăuntru cu o lungime de 5-10 (11,5) cm și o lățime de 1,5-4 cm este cilindric sau bombat, spre bază țuguiat, conectat cu marginea pălăriei printr-un voal lipicios și hialin (translucid). Suprafața cleioasă este spre vârf albă, chiar uscată, cu negi mici, albi și flocoși în rest acoperită de un strat cleios. Majoritatea tijei este presărată cu pete sau benzi neregulate, viperine gri-brune până la brun-măslinii pe fond albicios. Nu poartă un inel.
- Carnea: fermă și groasă este albă până la galben palid. Nu se decolorează după tăiere. Mirosul este aromatic, fructuos și gustul blând.[3][4]
- Caracteristici microscopice: are spori netezi, hialini (translucizi), neamilozi, elipsoidali până la alungit elipsoidali rar sub-cilindrici, măsurând 8-11,5 x 5-6 (7) microni. Pulberea lor este albă. Basidiile clavate cu preponderent cu patru sterigme (uneori doar cu 2-3 spori) fiecare au o dimensiune de (45) 50-60 (68) x 7 (8)-8(12) microni. Pileipellis (cuticula), este un ixo-trichoderm de hife neregulat gros de 300-1000 µm și lat de 1,5-6 µm cu sau fără un pigment intracelular maro pal și/sau incrustații fine, cu în plus granule intracelulare brune care nu se decolorează în soluții alcaline. Cistidele (elemente sterile situate în stratul himenal sau printre celulele din pielița pălăriei și a piciorului, probabil cu rol de excreție) lipsesc. Stipitipellis (coaja tijei) este un trichoderm gros de 400 µm de hife erecte precum de elemente terminale sub-cilindrice cu o dimensiune de 38-65 x 4-6 microni prezentând veruci pe picior.[9][10]
- Reacții chimice: se decolorează cu hidroxid de potasiu pe vârful piciorului galben pal cu negi galbeni, pe cuticulă și pe baza tijei portocaliu strălucitor, apoi brun.[10]

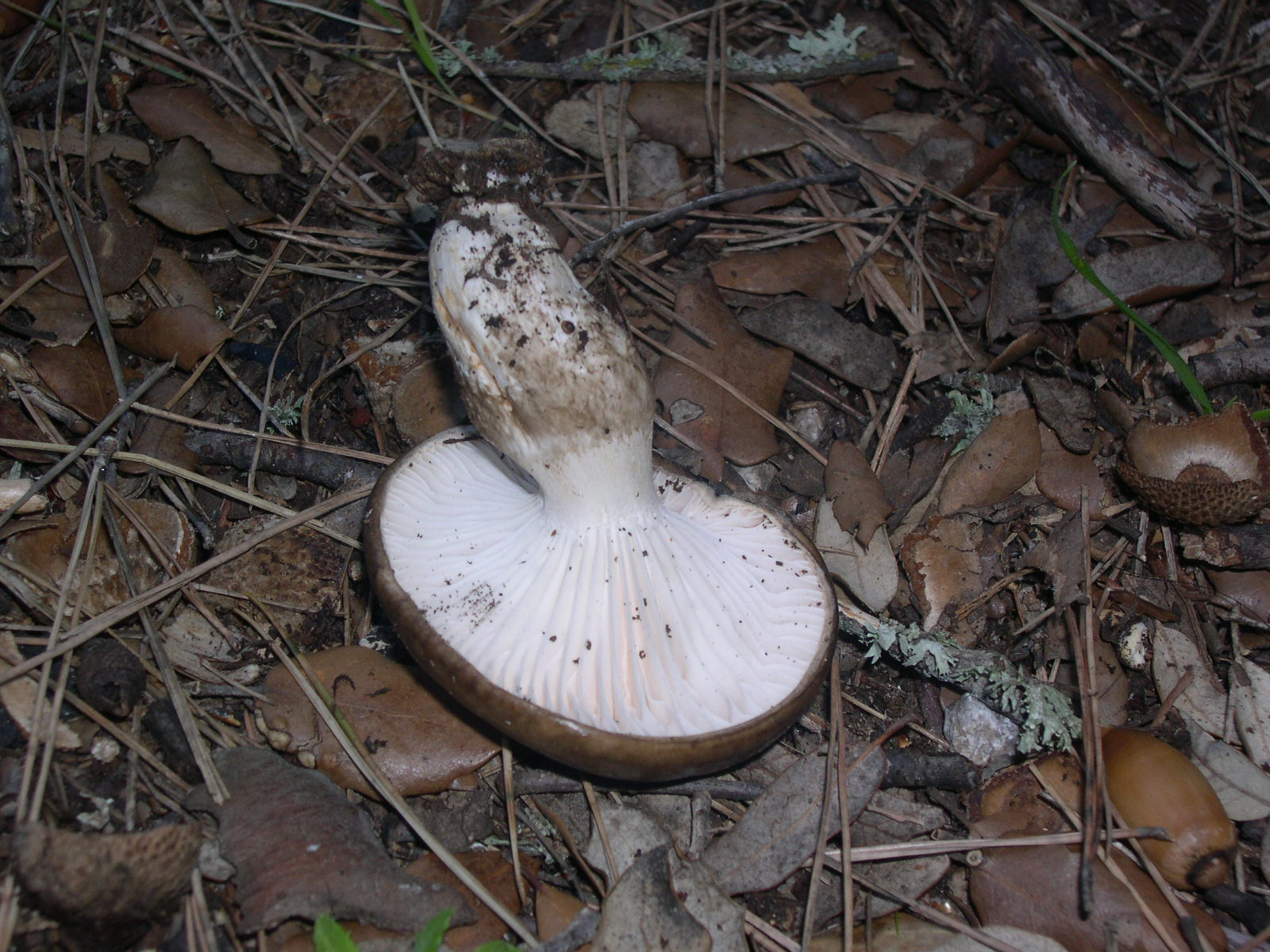
H. latitabundus tânăr: lamele și picior
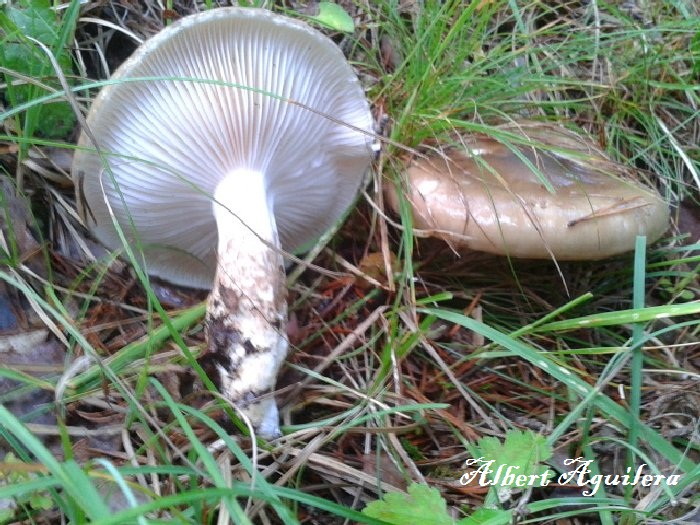
H.latitabundus matur: lamele și picior
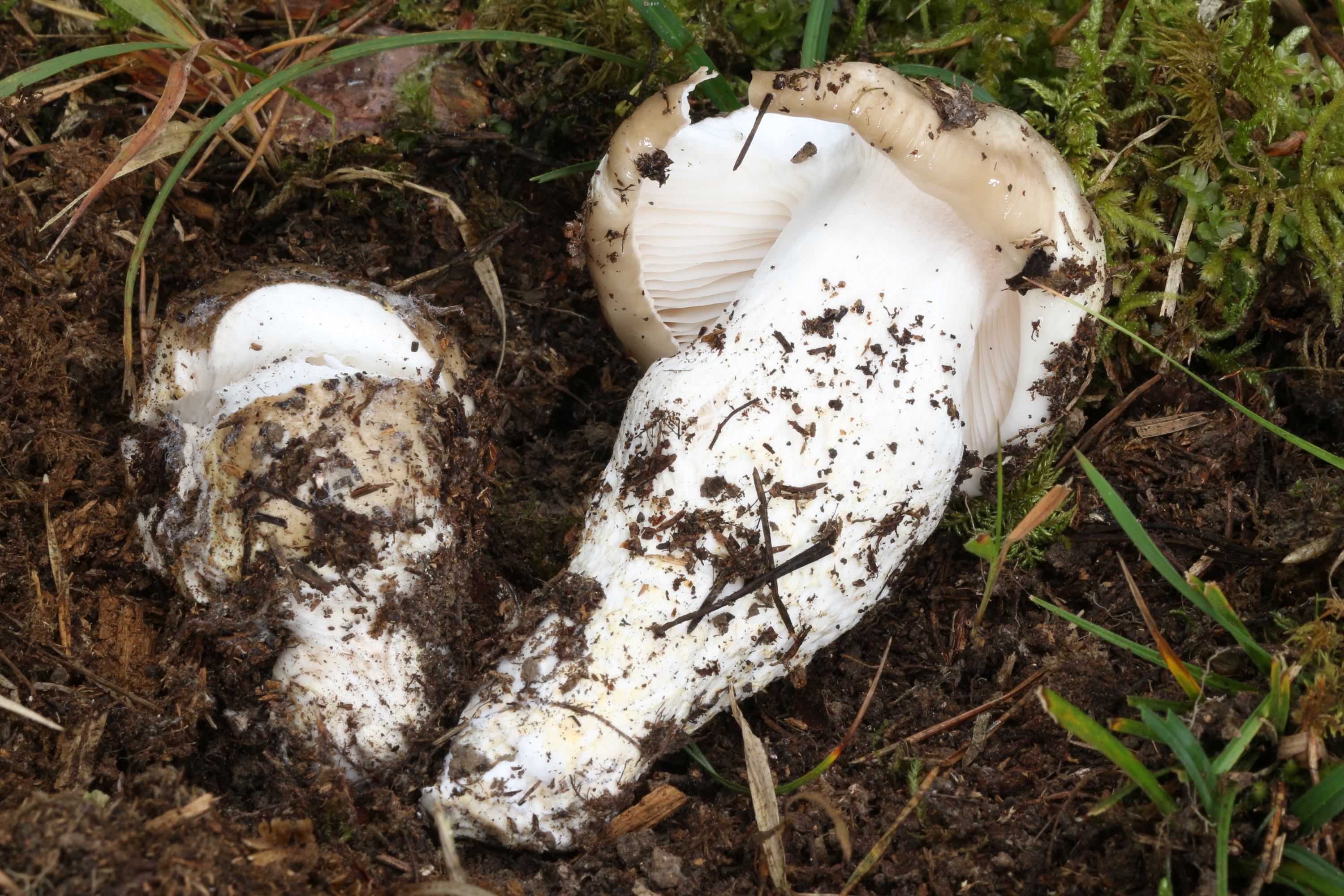
H. latitabundus tineri
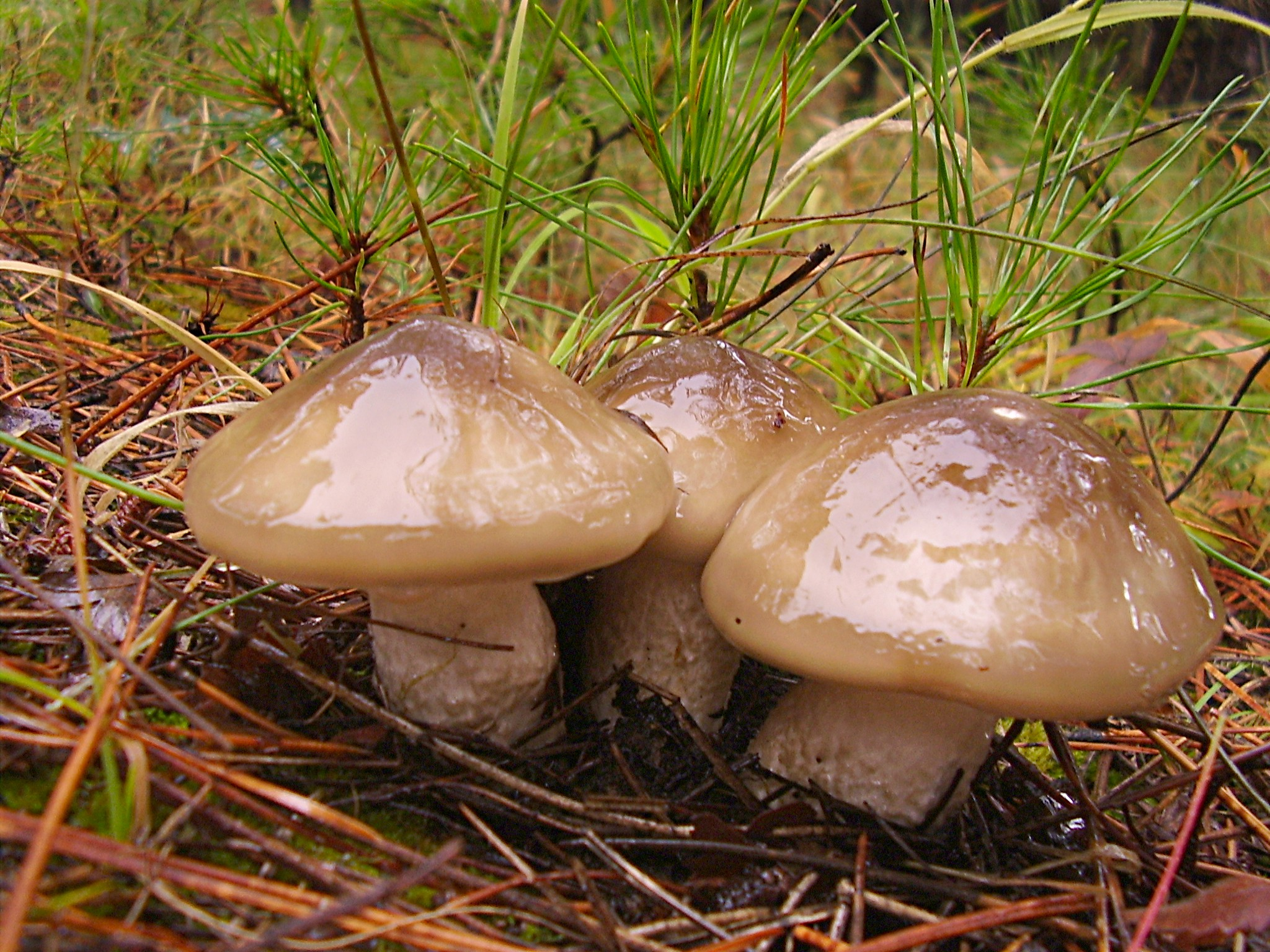
H. latitabundus la umezeală

## Confuzii
În mod general, Hygrophorus latitabundus poate fi confundat cu ciuperci comestibile și mai mult sau mai puțin savuroase aceleiași specii cum sunt: Hygrophorus agathosmus (comestibil), Hygrophorus atramentosus (comestibil) + imsgini, Hygrophorus camarophyllus (comestibil), Hygrophorus discoideus (comestibil), Hygrophorus erubescens (comestibil), Hygrophorus fulgineus (comestibil), Hygrophorus hypothejus (comestibil), Hygrophorus meridionalis (comestibil), Hygrophorus olivaceoalbus (comestibil), Hygrophorus persoonii (comestibil) sau Hygrophorus russula (comestibil).

## Specii asemănătoare în imagini

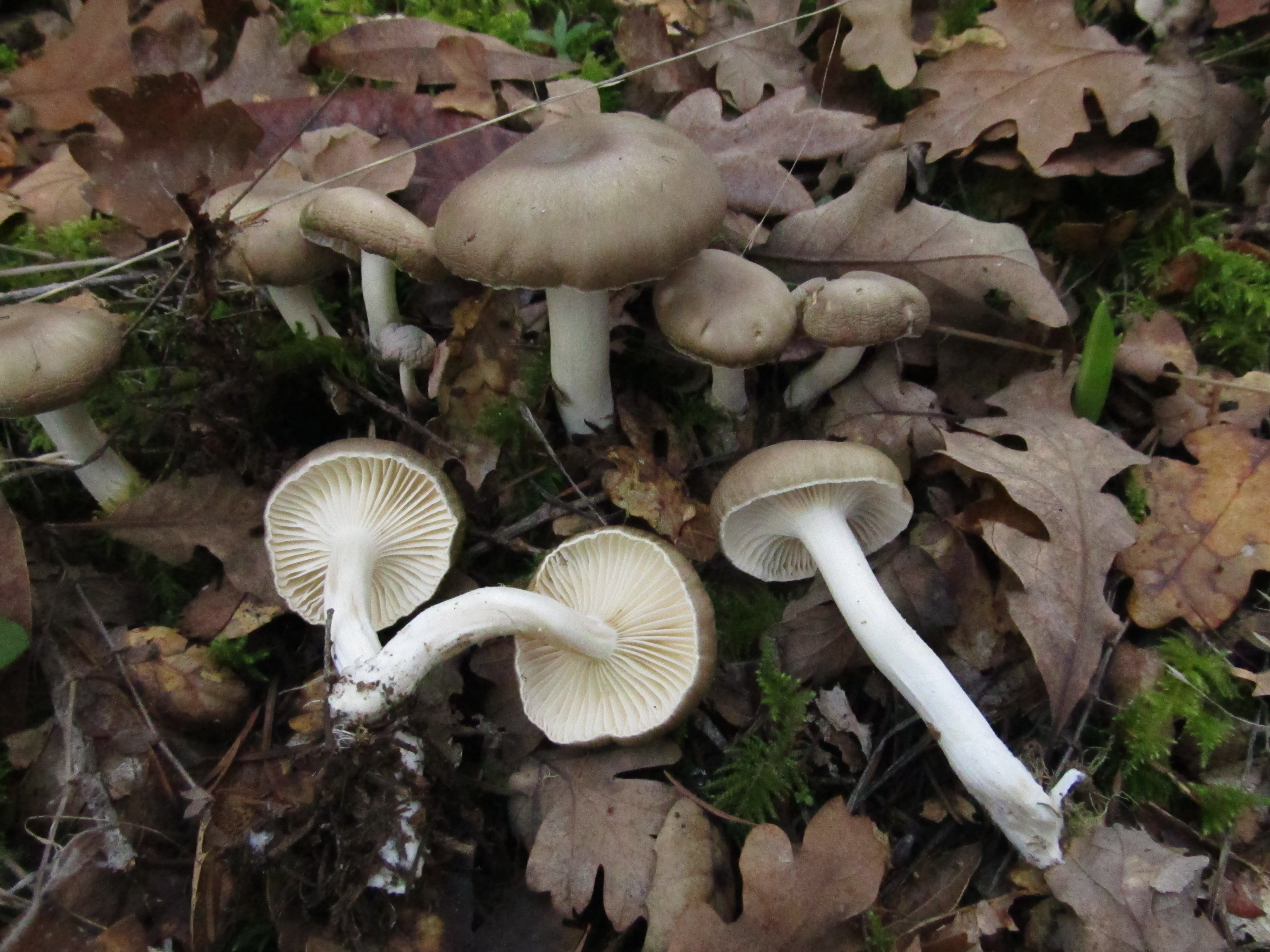
Hygrophorus agathosmus
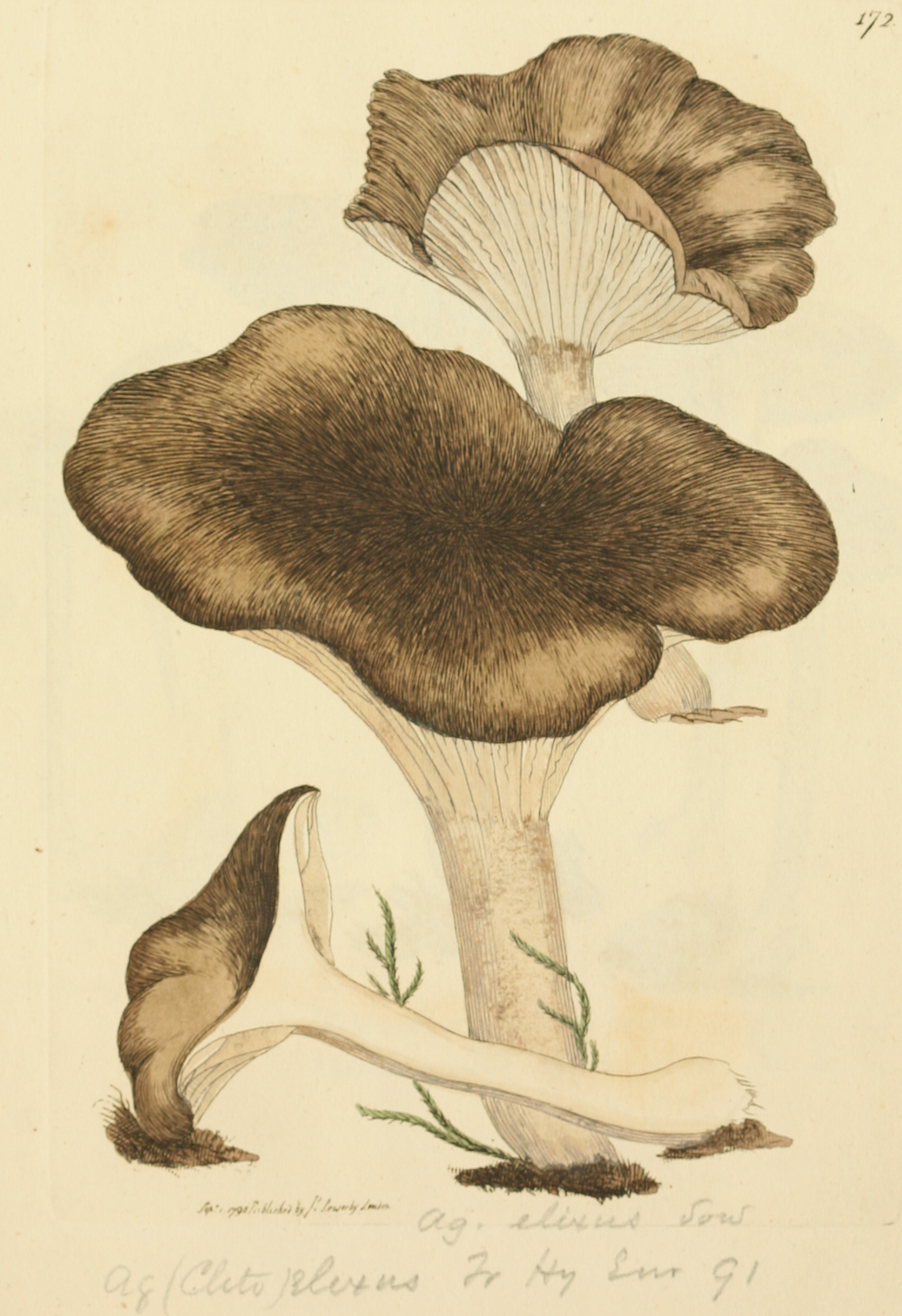
Hygrophorus atramentosus
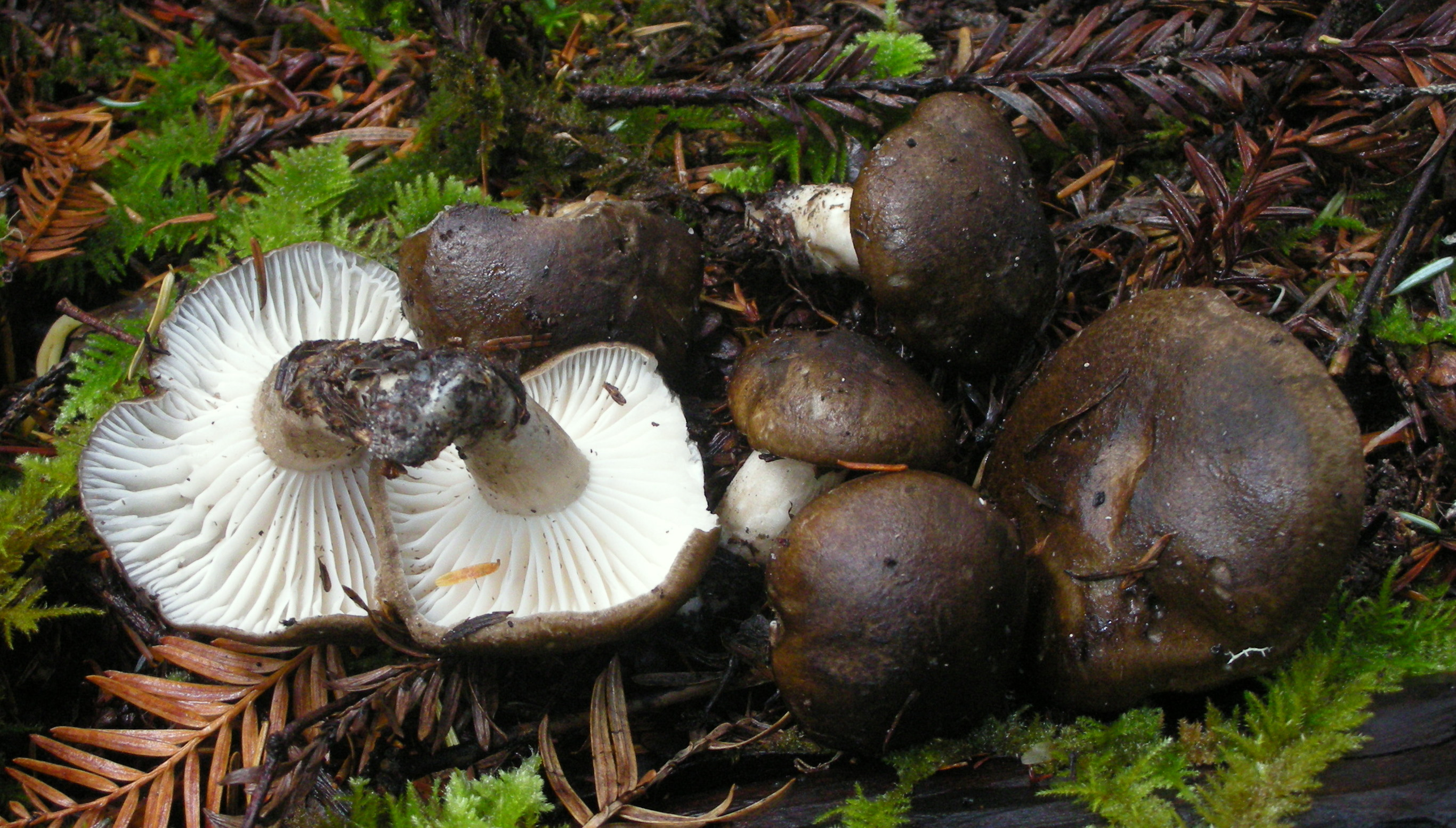
Hygrophorus camarophyllus
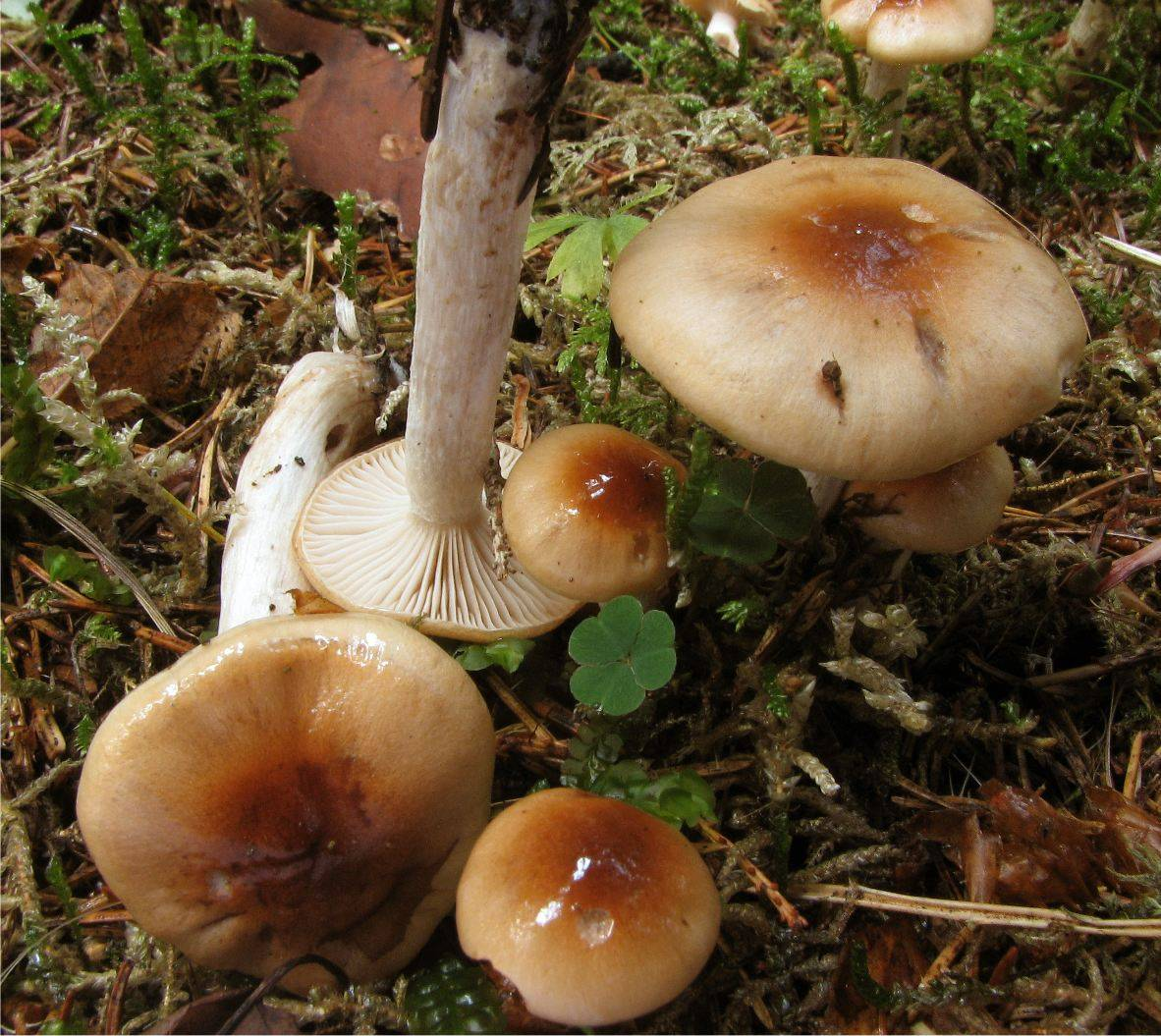
Hygrophorus discoideus
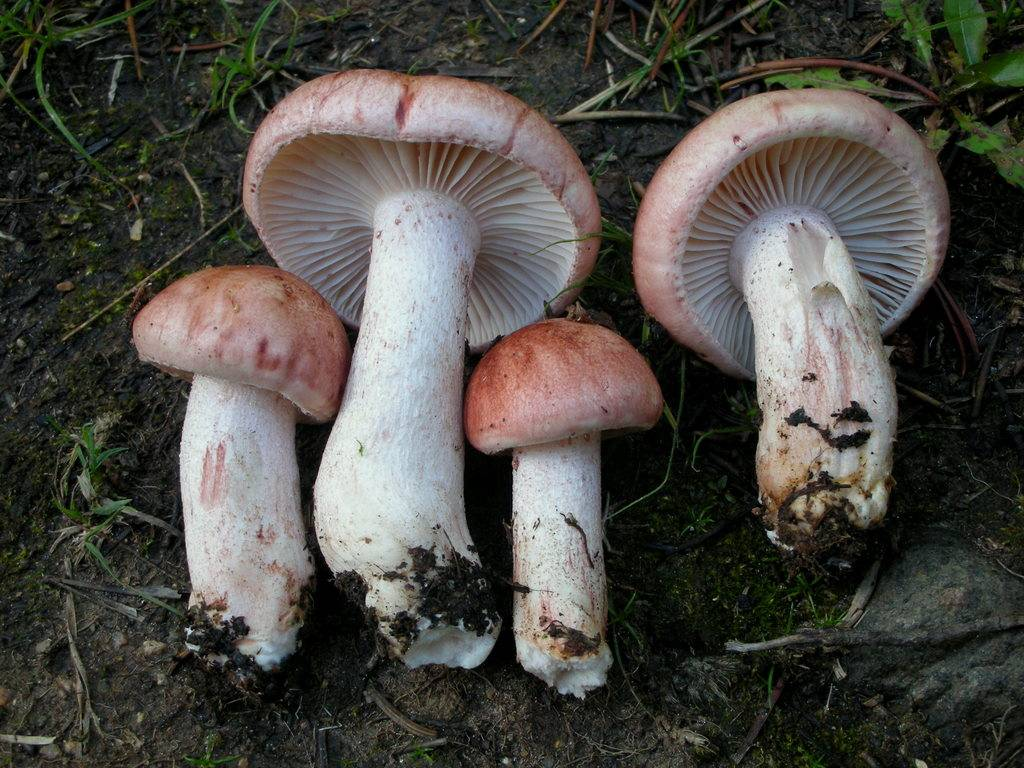
Hygrophorus erubescens
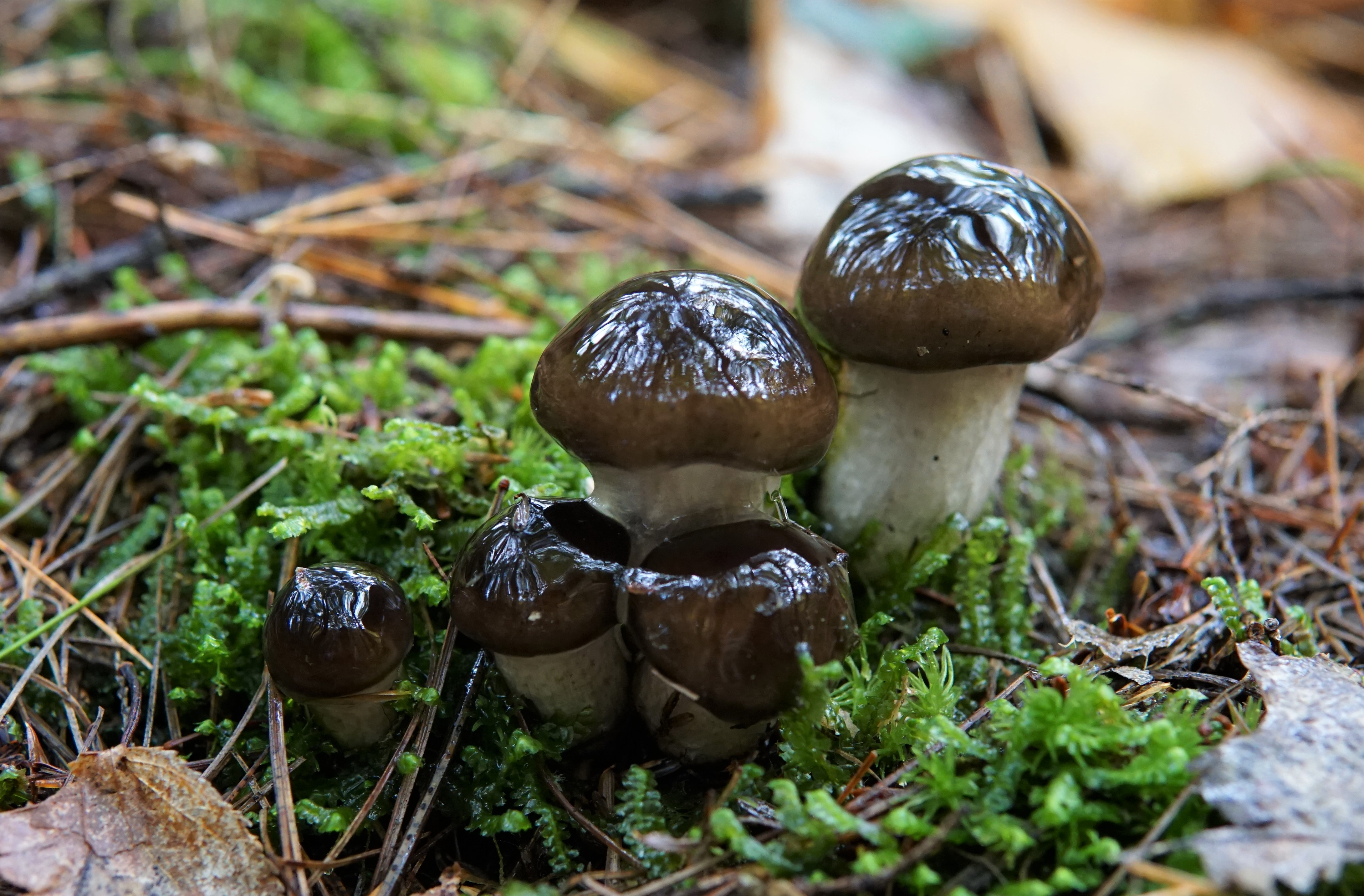
Hygrophorus fuligineus

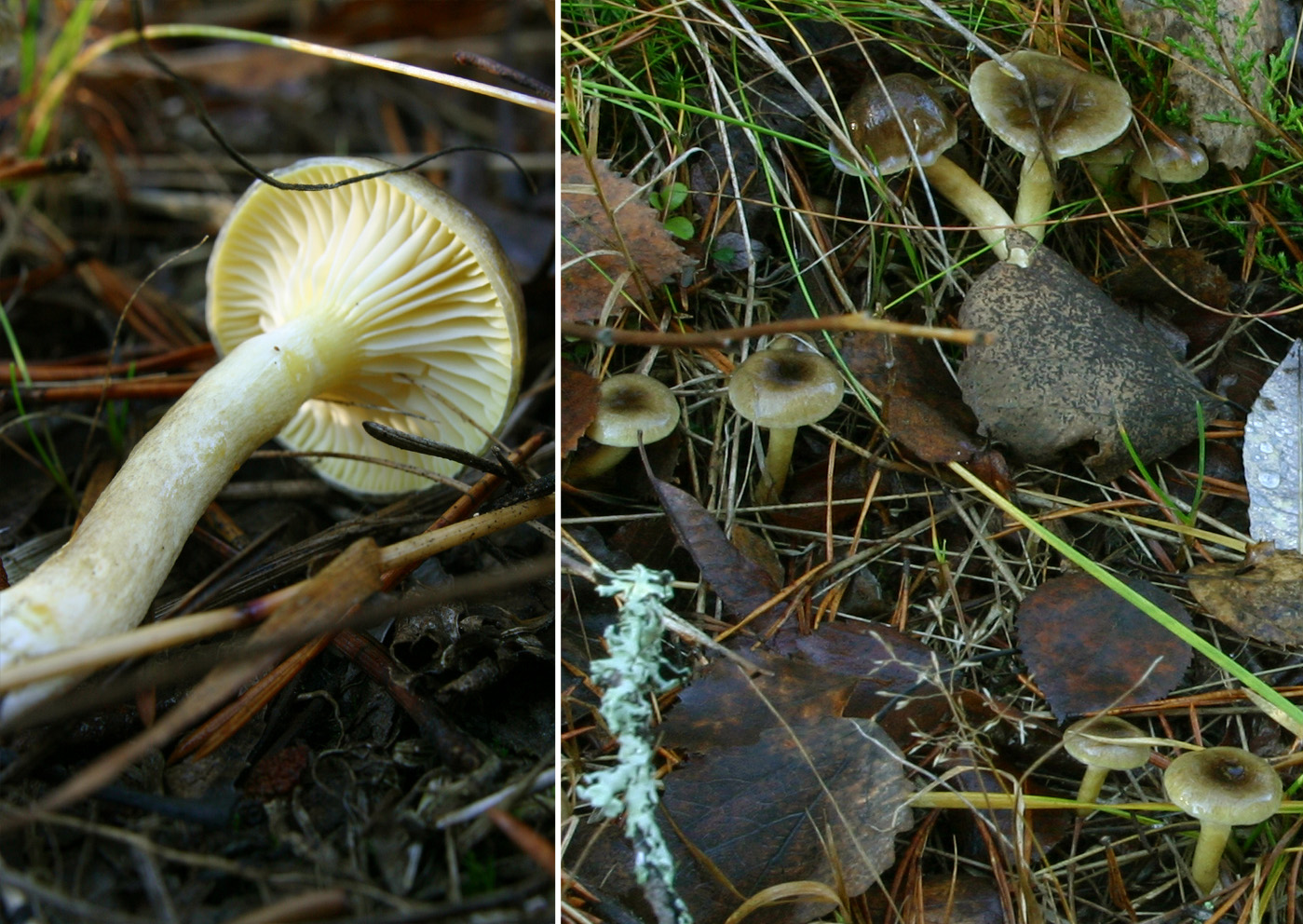
Hygrophorus hypothejus
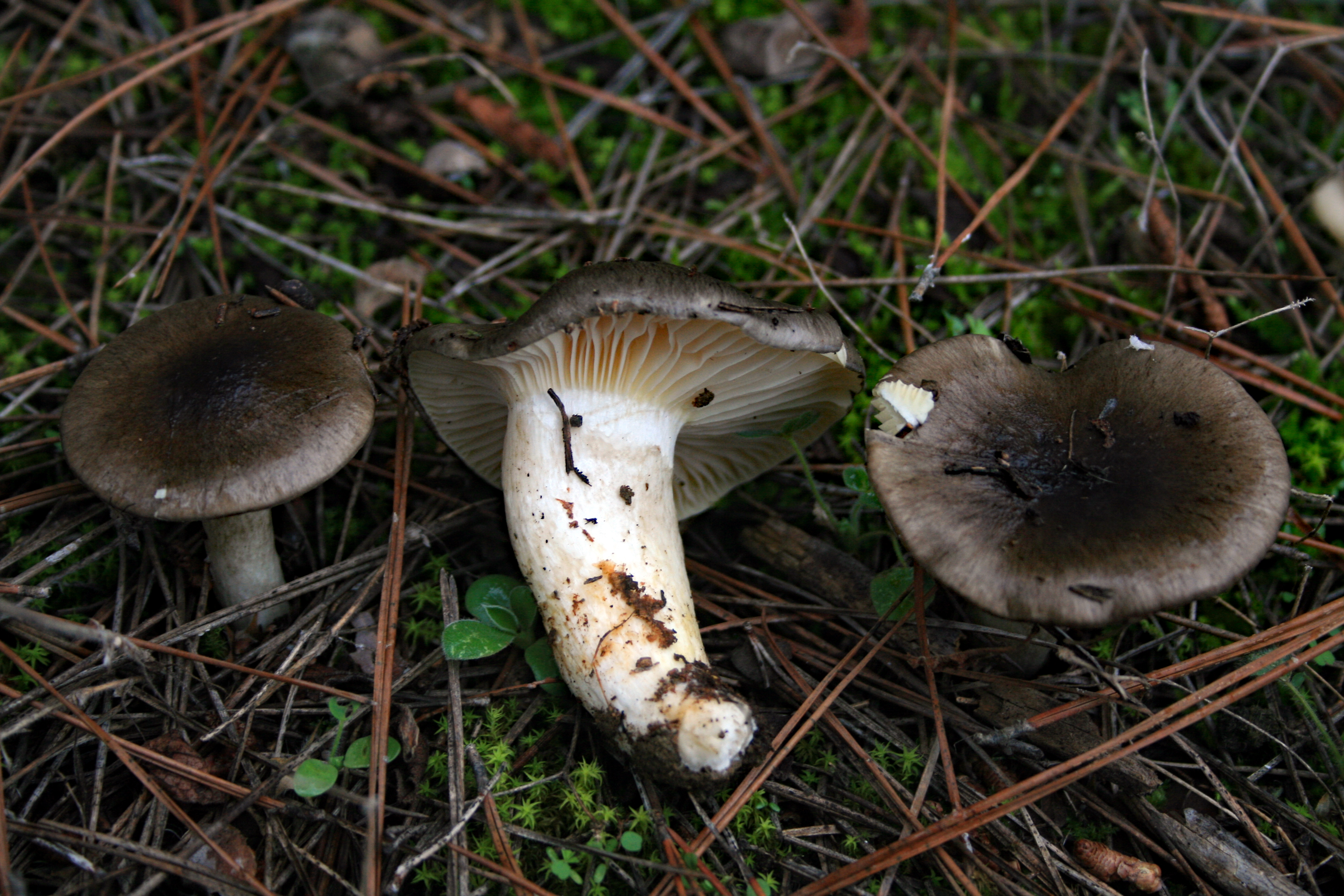
Hygrophorus meridionalis
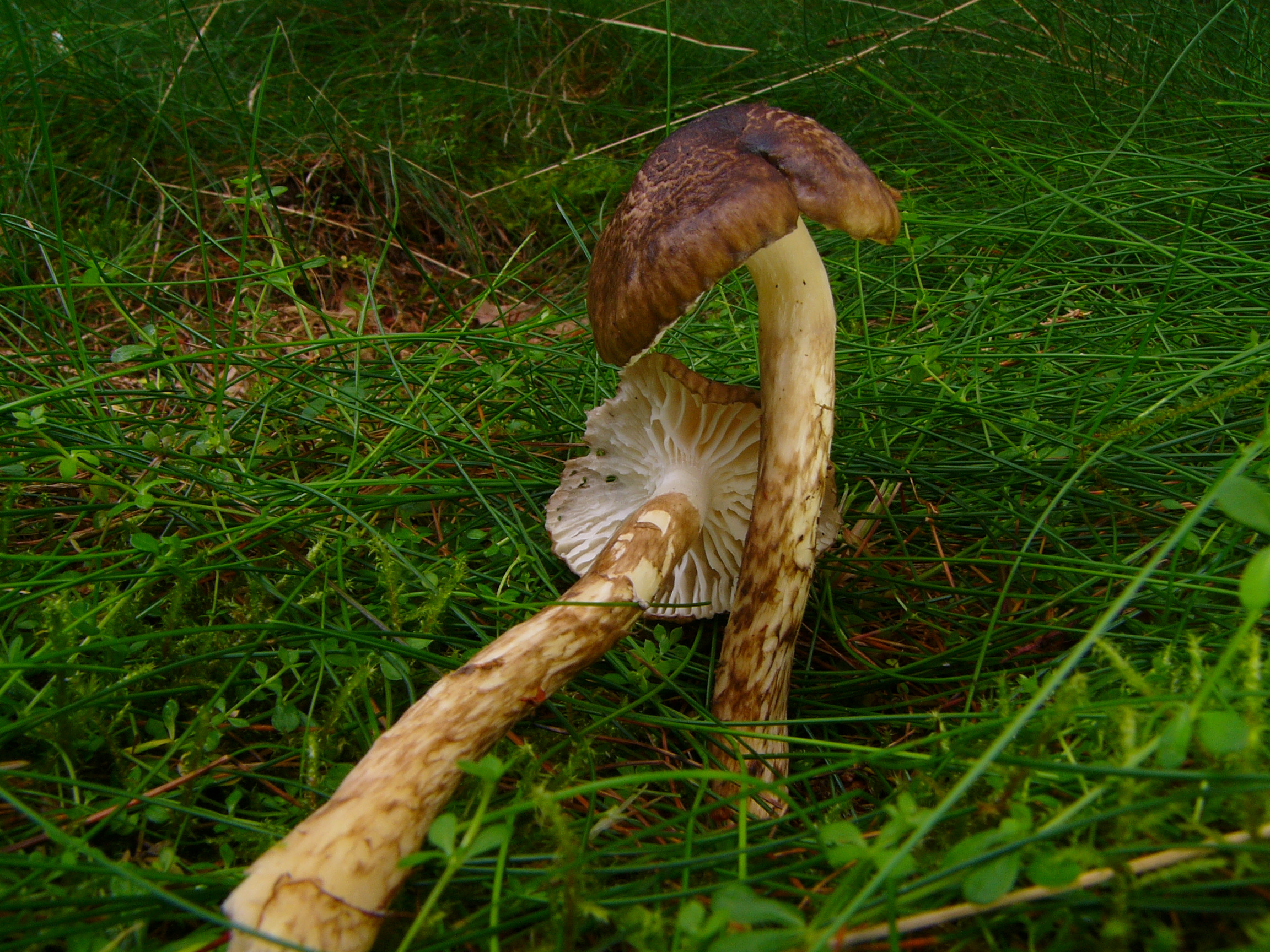
Hygrophorus olivaceoalbus
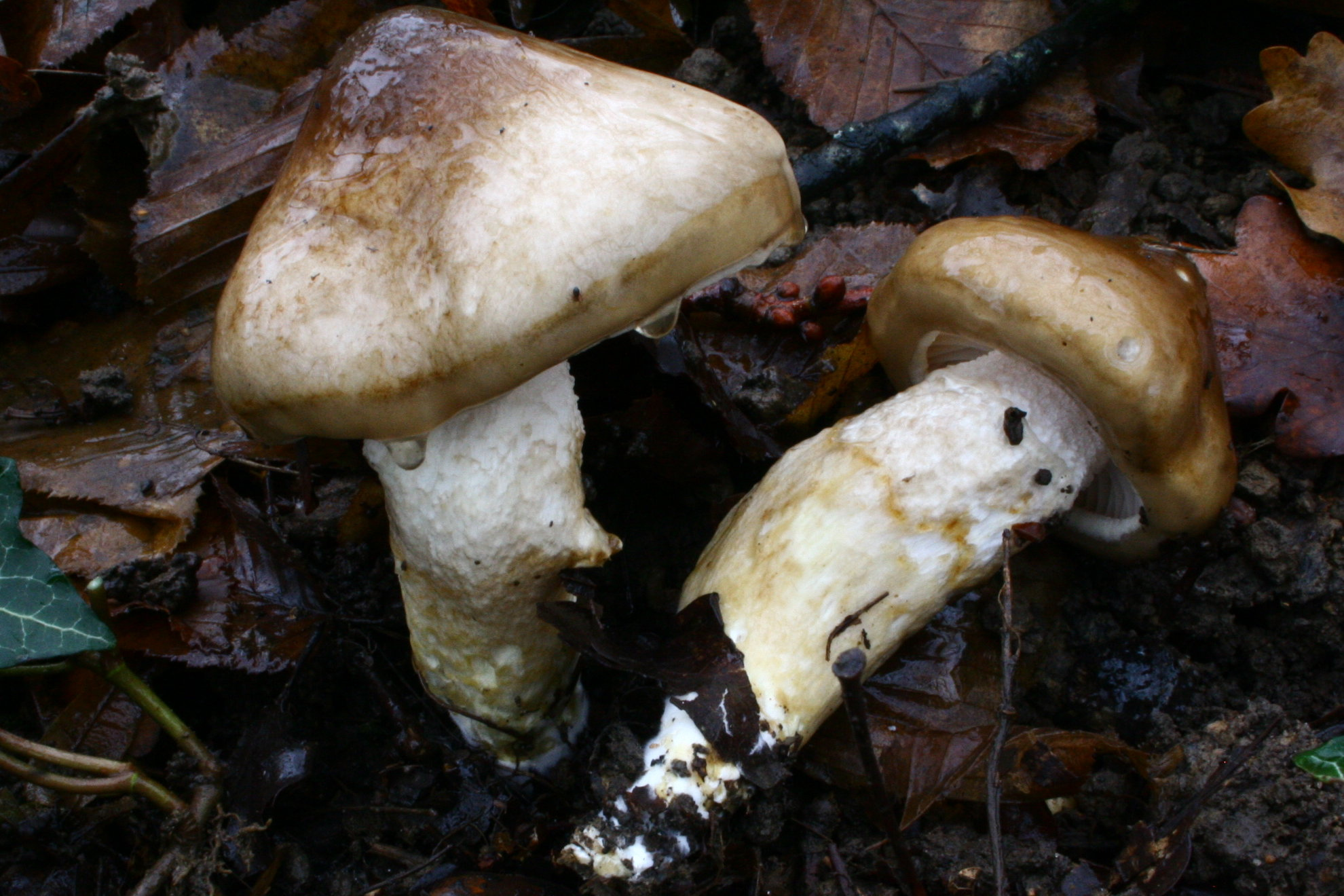
Hygrophorus persoonii
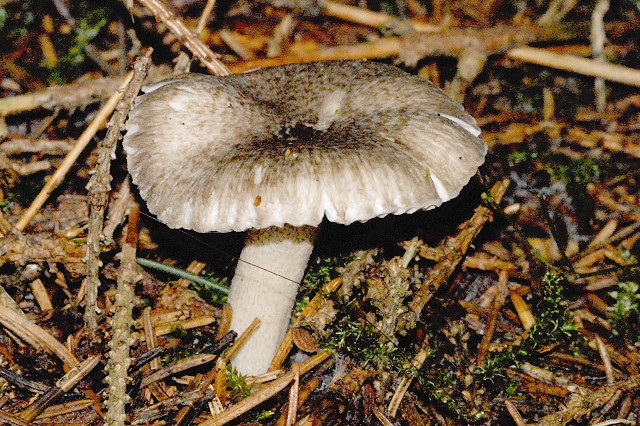
Hygrophorus pustulatus
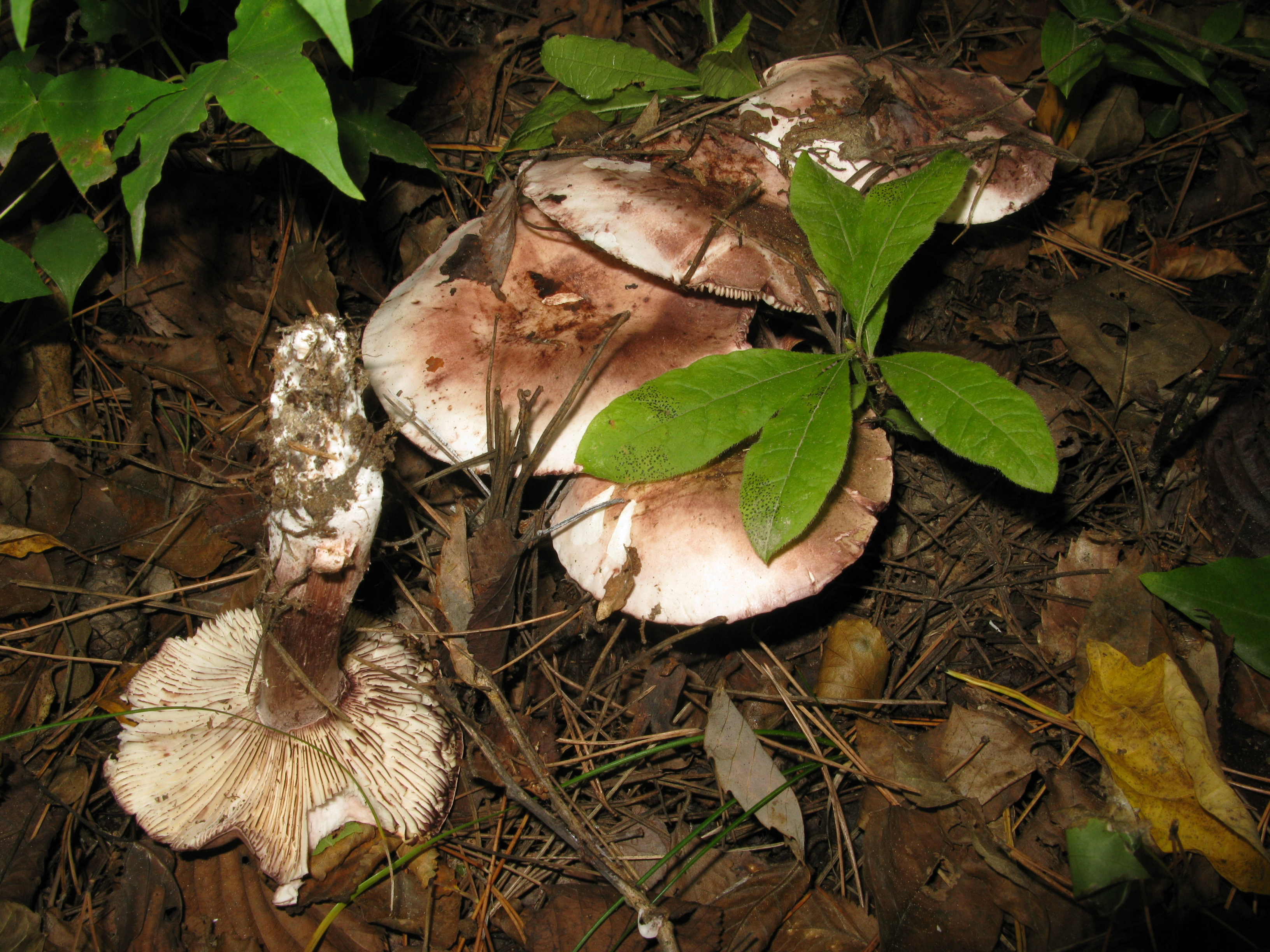
Hygrophorus russula

## Valorificare
Hygrophorus latitabundus este o specie aromatică și gustoasă care se potrivește în bucătărie, după ce a fost curăță de mucilagiu, nu numai ca adăugare la o mâncare de alte ciuperci, dar, fiind rară, ar trebui fi cruțată și lăsată la loc.